# Typ 93 Closed Arrow
Das Typ 93 Closed Arrow (jap. 93式近距離地対空誘導弾, 93-shiki kinkyori chitaikū yūdōdan, dt. „Typ-93-Kurzstrecken-Boden-Luft-Rakete“) ist ein Luftverteidigungssystem der japanischen Bodenselbstverteidigungsstreitkräfte.

## Allgemeines
Das System wird als mobile Luftabwehreinrichtung mit kurzer Reichweite gegen Marschflugkörper, Drohnen, tieffliegende Flugzeuge sowie Hubschrauber verwendet. Es ist das japanische Äquivalent zum US-amerikanischen M1097 Avenger-System.
Das Waffensystem besteht aus einem auf einem Toyota Mega Cruiser montierten Flugabwehrturm. Der Turm besitzt zwei Abschussmagazine für Typ 91 Hand Arrow-Raketen, welche beide dazu in der Lage sind, in kurzer Abfolge vier fire-and-forget-Raketen abzufeuern.